# Памятник Сталину (Ереван)
Памятник И. В. Сталину в Ереване был открыт 29 октября 1950 года. Авторы монумента — скульптор С. Д. Меркуров и архитектор Р. С. Исраелян. Это был один из самых больших памятников Сталину в СССР (высота вместе с постаментом 50 м). В 1962 году скульптура Сталина была снята с постамента, а в 1967 году на её месте была установлена скульптура «Мать Армения» (скульптор А. А. Арутюнян).

## История

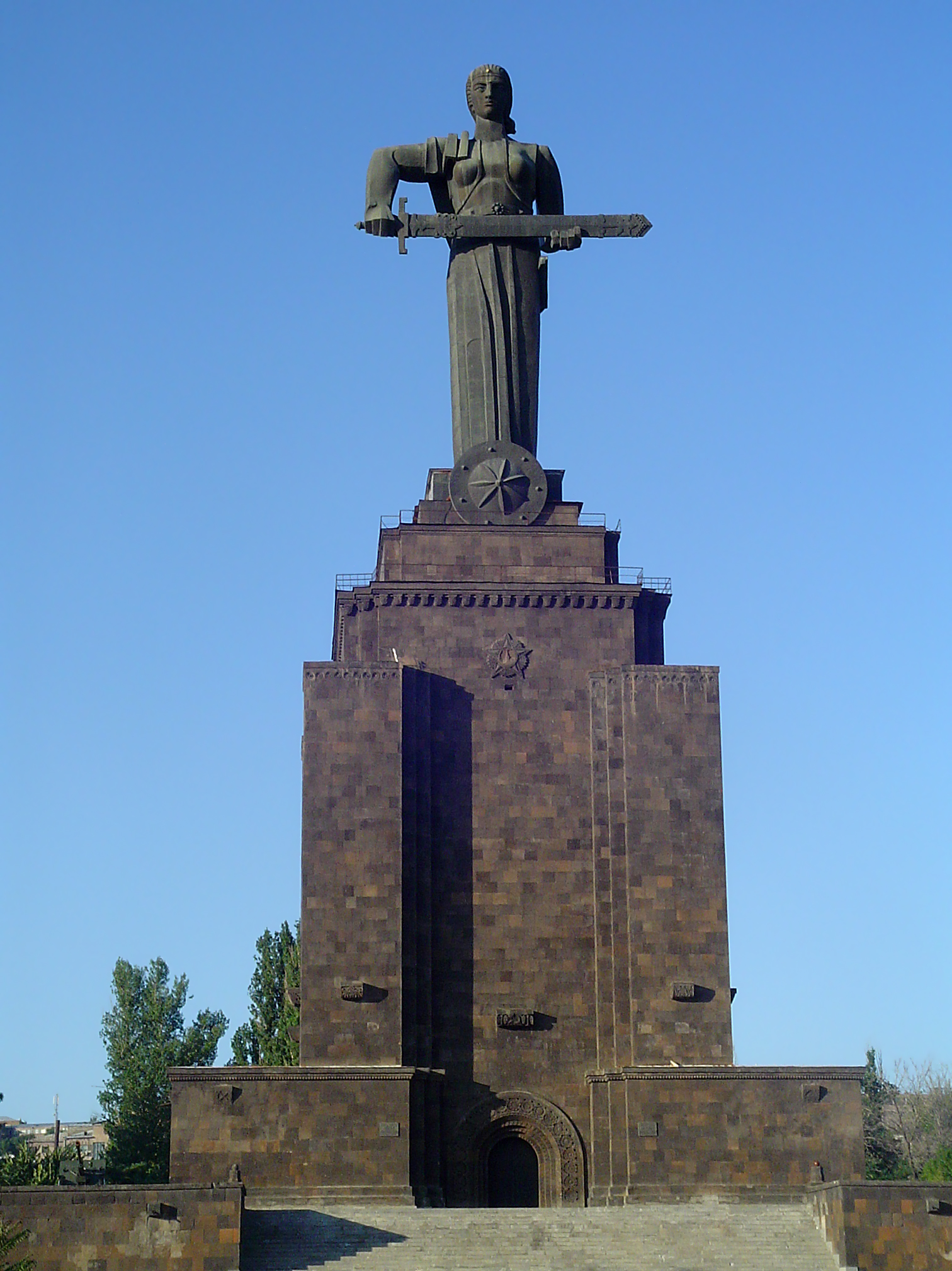
Монумент «Мать Армения»

Идея установки в Ереване памятника Сталину возникла в конце Великой Отечественной войны. Монумент был сооружён за несколько месяцев. Среди местных жителей ходила легенда, что Сталин ночью приезжал в Ереван, чтобы посмотреть на памятник (который ему понравился), после чего сразу вернулся в Москву.
Памятник был торжественно открыт 29 октября 1950 года. Открытие приурочили к 30-летию Советской Армении. В день открытия стоял туман, скрывавший верхнюю часть скульптуры. Фотограф Немрут Багдасарян смонтировал фотографию с церемонии открытия со сделанным ранее снимком скульптуры Сталина, и в таком виде фотография попала на страницы многих советских газет.
В массивном постаменте памятника изначально планировалось открыть музей о Великой Отечественной войне и роли Сталина в ней. В 1951 году авторы памятника С. Д. Меркуров и Р. С. Исраелян были удостоены за свою работу Сталинской премии первой степени.
В 1962 году, в ходе борьбы с культом личности Сталина, памятник был снят с постамента. Существует легенда, что во время демонтажа погиб солдат, однако она не соответствует действительности. В 1967 году на его месте был установлен монумент «Мать Армения» работы скульптора А. А. Арутюняна.
Глаз памятника Сталину сейчас хранится в мастерской А. А. Арутюняна.

## Описание
Памятник был установлен на вершине холма в конце проспекта Сталина (ныне проспект Месропа Маштоца). Его высота вместе с постаментом составляла 50 м, бронзовая скульптура Сталина имела высоту 16,5 м. Таким образом, его было видно не только со всех точек города, но и из многих близлежащих селений.
Основной идеей памятника было отождествление образа Сталина и победы в Великой Отечественной войне. Массивный пьедестал со ступенчатым завершением предназначался для музея Победы. Внутри расположились три этажа помещений с большими залами. Снаружи постамент отделан чёрным армянским туфом нижняя площадка и ступени базальтовые. На лицевой стороне барельеф в виде ордена «Победа».
Над постаментом возвышалась медная скульптура Сталина. Он запечатлён в шинели полководца, в его левой руке военная фуражка, правая рука заложена за борт шинели. Скульптор изобразил Сталина величественным и мужественным, но в то же время в его облике видна простота и человечность. Лёгкий поворот головы и плеч фигуры передаёт внутреннюю энергию и напряжение мысли.